# José Fortes
José Fortes (Porto, 16 de Fevereiro de 1943) é um dos técnicos de som mais importantes da música portuguesa, célebre pela grande quantidade de artistas famosos que gravou durante os anos 60, 70 e 80 e pela qualidade das suas gravações.
Profissional reconhecido pelos mais diversos sectores da indústria audiovisual nacional, José Fortes foi considerado em 2014, pela revista Blitz, como um dos 30 maiores produtores da música em Portugal.
José Fortes foi o criador dos estúdios de gravação da Rádio Triunfo.
Foi sócio-fundador dos estúdios Fortes & Rangel (atualmente Estúdios Rangel), juntamente com Fernando Rangel, nos anos 60 e dos estúdios Angel durante os anos 80. Atualmente faz gravações por conta própria com um estúdio móvel montado numa carrinha, dedicando-se principalmente à gravação de música clássica em igrejas ou em acústicas adequadas.
Como produtor, José Fortes trabalhou em discos de nomes como Carlos Paredes, José Mário Branco, António Victorino D'Almeida, Júlio Pereira, Dina, António Manuel Ribeiro, António Pinho Vargas ou Anamar.
Entre as suas colaborações, também como produtor, com os Mão Morta destaca-se aquele que foi considerado pela revista Blitz como o segundo melhor álbum de música portuguesa dos anos 90: Mutantes S.21.
Até no teatro, podem ser encontradas algumas intervenções José Fortes, desde O Gebo e a Sombra (1966) pelo TEP a Em Nome da Terra (2015) pelo O Bando, em áreas como a montagem, o desenho, a gravação, a operação de som ou a captação de som.

## Artistas e discos gravados por José Fortes
- Adriano Correia de Oliveira
- Anamar
- António Pinho Vargas
- Banda do Casaco[9]
- Carlos Bica
- Carlos do Carmo
- Conjunto Maria Albertina
- Fausto Bordalo Dias - Por este rio acima
- Fernando Tordo
- Heróis do Mar
- Jafumega
- José Calvário
- José Peixoto
- Júlio Pereira
- José Régio
- Luís Cília
- Maria José Valério
- Mário Barreiros
- Marco Paulo
- Mão Morta - Mutantes S.21
- Pedro Burmester
- Pedro Caldeira Cabral
- Paulo de Carvalho
- Rui Veloso - Ar de Rock
- Sérgio Godinho
- Teresa Cardoso de Menezes
- Teresa Silva Carvalho